# آرثر وودز
آرثر وودز (بالإنجليزية: Arthur Woods)‏ هو صحفي أمريكي، ولد في 29 يناير 1870 في بوسطن في الولايات المتحدة، وتوفي في 12 مايو 1942 في واشنطن العاصمة في الولايات المتحدة.